# 胡三省
胡三省（1230年—1302年），原名滿孫，字身之，又字景參，號梅澗，兩浙東路台州寧海縣中胡村（今浙江省寧海縣深甽鎮三省村）人，宋末元初歷史學家，浙東史学派代表人物之一。

## 生平
起居舍人胡琛後裔。胡三省自幼好學，“一覽輒誦，七歲能文。”寶祐四年（1256年），胡三省與文天祥、陸秀夫、謝枋得等同登進士第，被任命為吉州泰和尉，以母老而未赴任。後改任慶元府慈溪尉，任職期間得罪了慶元知府厲文翁，被罷官。又以“文學行誼”被薦為揚州江都丞。潛心研究歷史巨著《資治通鑑》，賈似道門客廖瑩中聞其名，聘之校勘《通鑑》，以教授弟子。後以三十年的歲月為《通鑑》寫注，景炎元年（1276年），在逃難新昌（今浙江新昌）時遺失《資治通鑑音注》原稿九十七卷及論十篇，又再購他本，重新寫起，時年已四十六歲，閉門絕客，日夜疾書，對於亡國之痛，洋溢於《通鑑》音注的字裏行間，“至於孜孜衛翼，拾遺補誤，亦幾乎司馬氏之忠臣”至元二十三年（1286年），《資治通鑑音注》全部成編，公認是對《資治通鑑》的注釋最佳者。胡注更正不少《通鑑》的錯誤，例如《晉紀四》“散騎常侍石崇”條下，胡注曰：“前書‘侍中石崇’，此作‘散騎常侍’，必有一錯。”書成後，返回中胡。晚年自號“知安老人”。大德六年（1302年）正月，晨起，仍談笑自若，忽說：“吾其止此乎！”昏睡三日，去世，享年七十三。
《宋史》、《元史》皆未立其傳。民初柯劭忞修《新元史》，補上一篇53字的短文，附在《儒林傳》馬端臨傳後。直到抗日戰爭期間，陳垣撰寫《通鑑胡注表微》，從光緒年間修的《寧海縣志》中發現其四子胡幼文所撰之墓誌，開始對胡三省的生平及其考證功夫進行大量的闡述。

## 著作
著有《竹素園集》一百卷及《江東十鑑》、《四城賦》，然已散佚不可得見，今存《資治通鑑音注》294卷，《通鑑釋文辯誤》12卷。

## 研究書目
- 陳垣：《通鑑胡注表微》（北京：中華書局，1962）。